# Доње Леденице (Пелагићево)
Доње Леденице су насељено мјесто у општини Пелагићево, Република Српска, БиХ. Према попису становништва из 1991. у насељу је живјело 1.638 становника.

## Мјесна заједница
МЗ Доње Леденице у општини Пелагићево се састоји од насељених мјеста Унке и Шљоке.

## Становништво
| Демографија | Демографија | Демографија |
| Година      | Становника  | Становника  |
| ----------- | ----------- | ----------- |
| 1948.       | 1.303       |             |
| 1953.       | 1.667       |             |
| 1961.       | 1.516       |             |
| 1971.       | 1.806       |             |
| 1981.       | 1.638       |             |
| 1991.       | 1.634       |             |